# Alberto Júdice Leote Cavaco
Alberto Júdice Leote Cavaco (Tavira, 4 de agosto de 1915 – Cascais, 1 de junho de 2001) foi um botânico português. 

## Carreira
Depois de concluir a graduação na Universidade de Coimbra, Cavaco trabalhou como assistente de António Rocha da Torre em Moçambique, na expedição Missão Botânica de Moçambique, liderada por Francisco Mendonça. A expedição Willdenowia durou sete meses, com a força expedicionária dividida em times. A equipa de Torre e Cavaco pesquisou os campos do Rio Save, com a recolha de mais de 1.080 espécimes sob o nome de Torre. Cavaco depois trabalhou por um tempo no Laboratoire Arago em Banyuls-sur-Mer, França, e em seguida obteve o doutoramento na Universidade de Montpellier. Tornou-se mestre de pesquisa no Museu Nacional de História Natural em Paris, onde estabeleceu e desenvolveu diversas atividades científicas. Até ao final dos anos 1970 colaborou com a Faculdade de Ciências da Universidade de Lisboa e esteve envolvido com a Sociedade Portuguesa de Ciências Naturais. É homenageado em dois nomes de plantas, o gênero Cavacoa J. Léonard (1955: 320) e Schizolaena cavacoana Lowry & al. (1999: 193).